# Kajman szerokopyski
Kajman szerokopyski (Caiman latirostris) – gatunek gada z rodziny aligatorowatych.

## Występowanie
Występuje w Ameryce Południowej na terenach północnej Argentyny i Boliwii oraz południowo-wschodniej Brazylii, Paragwaju i Urugwaju. Szacowana dzika populacja wynosi od 250 do 500 tysięcy osobników. Występuje zarówno w wodzie słodkiej jak i słonej: zarośla mangrowe oraz bagna. Także wokół przybrzeżnych wysp Oceanu Atlantyckiego wśród namorzyn.

## Charakterystyka

### Morfologia
Osiągają długość do ok. 2 m, jednak zdarzają się osobniki o długości nawet 3,5 m. Mają szeroki pysk, a w stosunku do długości szerszy niż ma aligator amerykański. Ich ubarwienie wacha się od czerni i brązu do jasnooliwkowych odcieni. Grzbiet pokryty płytkami kostnymi.

### Pokarm
Jest drapieżnikiem. Żywi się głównie wodne bezkręgowce, a przede wszystkim ślimaki, oraz ryby, płazy i inne. Wydaje się, że ich szczęki są przystosowane do zgniatania pancerzy żółwi.

### Rozmnażanie
Podczas pory deszczowej samica buduje gniazdo na niedostępnych wyspach rzecznych lub na brzegu powyżej poziomu wody w kształcie kopca z błota i szczątków roślinnych, do którego składa między 20 do 50 jaj. Ułożone są w dwóch warstwach, dzięki czemu tworzy się niewielka różnica temperatur pomiędzy nimi co może przyczyniać się do innych płci w embrionach poszczególnych warstw. 
Okres wylęgania trwa ok. 70 dni. W czasie wylęgu samica otwiera gniazdo pomagając młodym dostać się do wody. Przy budowie gniazda oraz w okresie ochrony młodych w wodzie może pomagać jej samiec. Osiągają dojrzałość płciową po średnio 5 latach. 

### Styl życia
W niewoli żyją średnio 22 lata. Są terytorialne i pilnują swoich siedlisk.

## Ochrona
Gatunek ten od 2023 roku jest objęty załącznikiem II konwencji waszyngtońskiej (CITES) i aneksem B UE.